# Arsenios Kardamakis

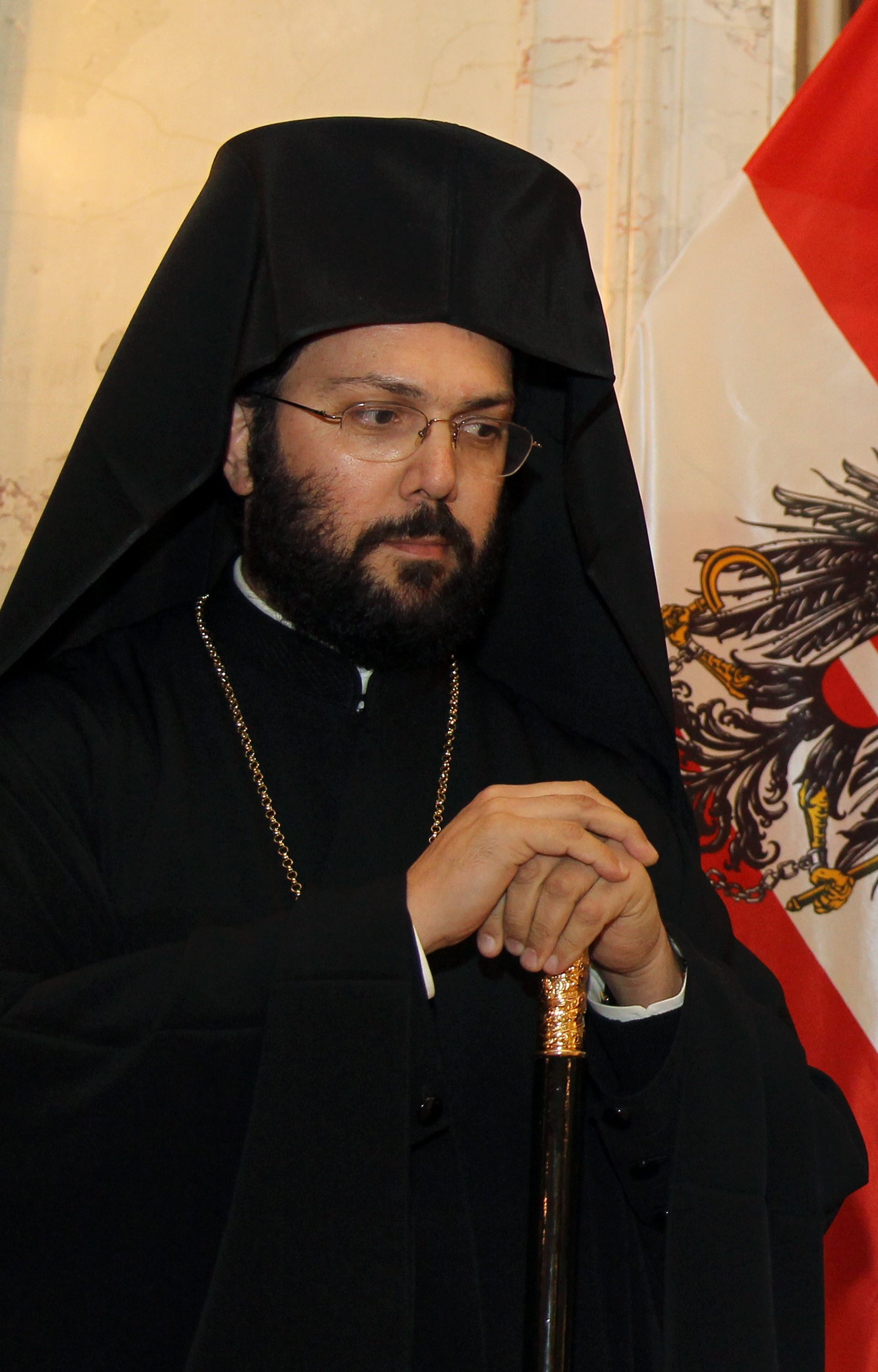
Metropolit Arsenios Kardamakis, 2014

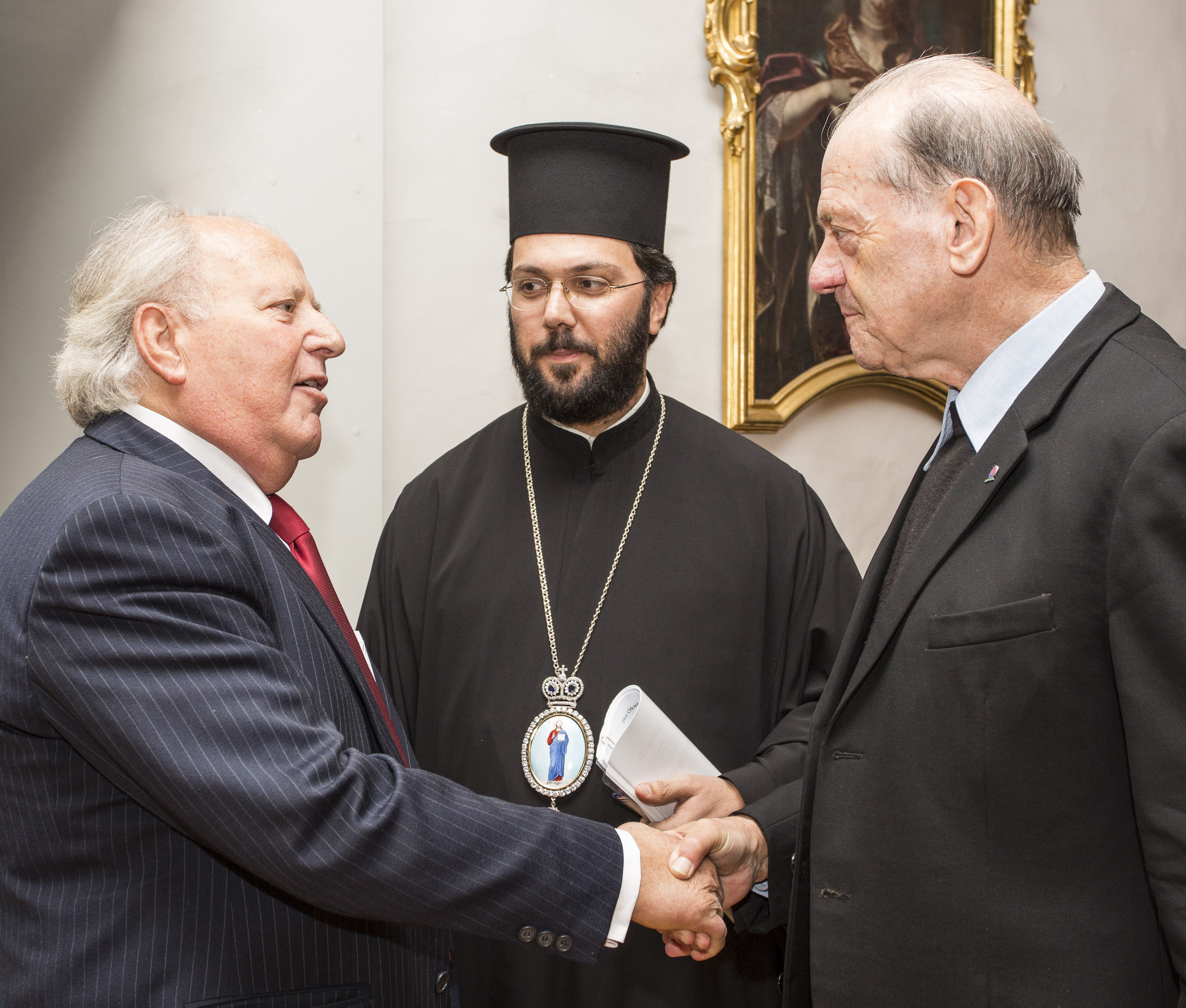
Arsenios Kardamakis mit dem orthodoxen Theologen Grigorios Larentzakis (im Bild links) und Philipp Harnoncourt, römisch-katholischer Priester und Mitglied des Vorstands der ökumenischen Stiftung Pro Oriente (im Bild rechts), 2012

Arsenios Kardamakis (griechisch Ἀρσένιος Καρδαμάκης, * 31. Oktober 1973 in Iraklio, Kreta) ist seit dem 3. November 2011 griechisch-orthodoxer Metropolit von Austria und Exarch von Ungarn und Mitteleuropa. Er trat am 30. November 2011 die Nachfolge des im Oktober 2011 verstorbenen Amtsinhabers Michael Staikos an.

## Leben
Arsenios Kardamakis absolvierte das Gymnasium und die kirchliche Akademie in Athen, an der er sein Abitur ablegte. Später studierte er orthodoxe Theologie in Athen und Thessaloniki und in weiterem Verlauf katholische Theologie an der Universität Straßburg in Frankreich. 1998 wurde Kardamakis zum Diakon geweiht. Seine ersten seelsorgerischen Tätigkeiten übte er danach in Deutschland aus, wo er auch 2002 zum Priester geweiht wurde. Danach wurde er Priester in der griechisch-orthodoxen Gemeinde in Karlsruhe. 2004 wurde Kardamakis Generalvikar der griechisch-orthodoxen Metropolie von Frankreich und nur ein Jahr später, 2005, Stellvertretender Sekretär des Ökumenischen Rats der Kirchen in Frankreich.
Am 3. November 2011 wurde er von der Heiligen Synode des Ökumenischen Patriarchats von Konstantinopel zum Metropoliten von Austria und Exarch von Ungarn und Mitteleuropa gewählt. Er wurde am 30. November zum Bischof geweiht und am 4. Dezember 2011 in Wien in sein Amt eingeführt.
Anfang Juni 2014 erhielt Kardamakis die Österreichische Staatsbürgerschaft.
Seit dem Jahr 2022 ist er Abt des Klosters Maria Schutz.
Sein Name Arsenios wurde zu Ehren von Arsenios von Kappadokien gewählt.
Arsenios Kardamakis spricht neben seiner Muttersprache Griechisch auch noch Englisch, Französisch und Deutsch.